# Куареня
Куарѐня (на италиански и на пиемонтски: Quaregna) е село в Северна Италия, община Куареня Черето, провинция Биела, регион Пиемонт. Разположено е на 260 m надморска височина.